# 美国副总统
美利坚合众国副总统（英語：Vice President of the United States，非正式简称： / ）是美國聯邦政府行政分支中位阶第二高的官员，仅次于美国总统；同时在美国总统继任顺序中排列第一。副总统也以参议院议长的身份参与美国国会的运作，以此身份主持（或委托某位参议员主持）参议院相关会议，因此亦具有立法分支的定位。大多数情况下副总统不会在参议院中投票，除非需要打破票数持平才會投出關鍵一票。副总统还会负责主持国会联席会议。現任（第50任）美國副總統為共和黨的JD·萬斯，於2025年1月20日上任。
美国副总统与美国总统一同通过间接选举产生，他们都由美国人民选举的选举人团进行投票产生；他们的任期均为四年。1967年通過的《美国宪法第二十五修正案》第2节建立了副总统的继任機制，如果副总统职位出現空缺，总统可提名繼任人填補（但需美国国会两院确认）；此前，无论是副总统接任总统，或副总统去世、辞职，副总统职位在任內並不會作出填補。
美国副总统也是国家安全会议的法定成员，同时也是史密森尼学会评议董事会的成员。副总统办公室负责协助和统筹副总统的相关职能。该办公室自1787年制宪会议成立以来，副总统职位的作用发生了巨大的变化。特别是在过去的100年里，副总统职位已经发展成集国内和国外政治政策的权力职位，现在更被广泛视为总统行政部门的一个组成部分。随着副总统职权在行政分支的扩大；它在立法分支的职权则相应地缩小，例如副总统已经很少主持参议院会议。
《美国宪法》并没有明确将美国副总统职位分配到任何一个政府部门，以致政治学者就副总统办公室应归属于哪个政府部门产生分歧：归属行政分支、归属立法分支、两个部门都归属、还是两个部门都不归属。现代之所以产生副总统归属于行政分支（几乎完全与立法分支隔离）的观点，是由于总统与国会将相当大的行政权力分配给了副总统。

## 职位起源
在1787年的制宪会议上，大家并没有讨论是否要设立一个“副总统”的职位。直到会议接近尾声时，一个由11人组成的“剩余事务委员会”提出了一个选举首席行政官（总统）的方案。代表们先前已经考虑过有关参议员议长的遴选，决定“参议院应该选举自己的议长”，并且同意将该官员指定为行政分支的直接继任者。他们还考虑了行政分支的选举方式，但是并未就此达成共识。不过这一切在1787年9月4日发生了改变，委员会建议由选举人团来选举美国行政分支的首席行政长官，而每个州的选举人团人数等于该州众议员和参议员人数的总和。
拟议的总统选举过程要求每个州选举各州的选举人团，选举人团成员将酌情选择他们个人认为最合格的候选人。

## 任职条件
根据《美国宪法》第十二条修正案规定，“无资格担任总统的人，也无资格担任合众国副总统”。因此，担任美国副总统必须满足以下条件：
- 出生時即為美國公民，或者是在合眾國宪法通过时為美国公民
- 年满35周岁
- 在美国居住不少於14年

另在第二十二条修正案规定「当选担任总统职务不得超过两次」一文并没有限制副总统的连任次数。

## 誓词
与美国总统就职必须宣誓的规定不同，美国宪法並無定立副总统的就职官方誓词。
自1789年至今，出现和使用過数个誓词版本，既是副总统的就职誓词，也是其作为参议长代表全体参议院议员和政府官员宣誓的誓词。较为普遍的是自1884年开始使用的誓词版本（括号内文字均无统一规定）：
I, (first name last name), do solemnly swear (or affirm) that I will support and defend the Constitution of the United States against all enemies, foreign and domestic; that I will bear true faith and allegiance to the same; that I take this obligation freely, without any mental reservation or purpose of evasion; and that I will well and faithfully discharge the duties of the office on which I am about to enter. So help me God.
我，XXX（副总统的姓名），郑重宣誓（或“保证”），我将支持並捍卫合众国宪法，抵禦内外所有的敌人；我将堅定信念並忠心不二；我願承擔此責任，絕無私心或意圖逃避；並將恪尽职守。愿上帝帮助我。

## 宪法最初的规定和修改
根據憲法最早規定，得到第二多選舉人票的總統候選人當選副總統。但是制定憲法時並無考慮到政黨組成，因此，1800年就出現了總統和副總統來自不同政黨的局面。結果，美國於1804年6月通過憲法第12條修正案，將選舉人團的總統及副總統選舉分開。
另外，憲法第25條修正案獲通過前，如果副總統（因為繼任總統職位、去世或辭職）離任，空缺不會於任內填補。根據第25條修正案，如果副總統職位出缺，總統可提名填補人選，但需要得到參議院確認。

## 選舉
美國副總統是在美國總統選舉中与總統候選人一起搭档參選的，所以某總統參選人當選後，一起搭檔的副總統參選人就隨之也當選。
一般來說，總統候選人都會找一些來自黨內不同派系的人士（例如來自國家不同地區、或持有不同政見等等）來擔任副總統候選人，因而可提高參選團隊的代表性。

## 职责

### 處理國政
現代副總統職位具有重要權力，被廣泛視為行政權不可或缺的一部分。現代的副總統都是總統重要的執政夥伴、顧問和代表總統出席重要場合。副總統還是國家安全會議的法定成員，因此在國安事務中發揮著重要作用。

### 參議院議長
根據美國憲法，副總統兼任參議院議長（英語：President of the United States Senate）。但是副總統在美國參議院內只管理規程事務，而不能提出議案或參與辯論。而且副總統只能於參議院表決中支持和反對票數相同時才可投下關鍵性的一票。歷來投票次數最多的副總統是賀錦麗，一共投過33次，打破了约翰·卡德威尔·卡尔霍恩保持了191年的紀錄（31次），而美國史上有12位副總統從未需要投下關鍵一票。
2017年2月7日，副總統迈克·彭斯的關鍵一票讓具有爭議性的富商贝琪·德沃斯成為教育部長，這是美國國會史上首次在行使內閣提名同意權時由副總統出面使用參議院議長職權投票。
另一方面，副總統亦須在總統選舉後的國會聯席會議主持選舉人團的選票點算，因此如果現任副總統同時為總統選舉的候選人，就會由他本人為自己宣讀選舉結果。

### 繼任美國總統
美國副總統是總統的第一繼任人選，一旦總統於任內死亡、辭職或被撤职，副總統會立刻繼任。所以，副總統經常被指與總統「只有一個心跳的距離」。副總統繼任總統的先例於1841年由約翰·泰勒成立，並於1967年通過的美国宪法第二十五修正案列明。美国宪法第二十修正案第三條亦規定，如總統當選人在上任前死亡，副總統當選人屆時將繼位成為總統。
在美国历史上共有8位副總統因總統死於任內而繼任，只有杰拉尔德·福特是因為總統理查德·尼克松因水門事件辭職而繼任。因為美國史上從没有總統被撤職，所以沒有副總統因總統撤職而繼位。

## 紀錄
- 第一位女性副總統：
  - 賀錦麗
- 第一位亞裔及非裔的副總統：
  - 賀錦麗
- 有兩位副總統曾分別在兩位总统任內任職：
  - 乔治·克林顿是托马斯·杰斐逊和詹姆斯·麦迪逊總統任內的副總統。
  - 约翰·卡德威尔·卡尔霍恩是约翰·昆西·亚当斯和安德鲁·杰克逊總統任內的副總統。
- 有七位副總統在任內逝世：
  - 喬治·克林顿於1812年在任內逝世。
  - 埃尔布里奇·格里於1814年在任內逝世。
  - 威廉·鲁福斯·金於1853年在任內逝世。
  - 亨利·威尔逊於1875年在任內逝世。
  - 托马斯·A·亨德里克斯於1885年在任內逝世。
  - 加勒特·霍巴特於1899年在任內逝世。
  - 詹姆斯·S·舍曼於1912年在任內逝世。
- 有三位副總統都姓詹森：
  - 理查德·门特·约翰逊（1837年－1841年）。
  - 安德鲁·约翰逊（1865年）。
  - 林登·约翰逊（1961年－1963年）。
- 有兩位副總統在任內辭職：
  - 約翰·卡德威爾·卡爾霍恩，於1832年辭職。
  - 斯皮罗·阿格纽，於1973年辭職。
- 有九位副總統接任了總統職務：
  - 约翰·泰勒在威廉·亨利·哈里森總統逝世一個月後接任總統職務（1841年）。
  - 米勒德·菲尔莫尔在扎卡里·泰勒總統逝世後接任總統職務（1850年）。
  - 安德魯·詹森在亚伯拉罕·林肯總統遇刺後接任總統職務（1865年）。
  - 切斯特·艾伦·阿瑟在詹姆斯·艾布拉姆·加菲尔德總統遇刺後接任總統職務（1881年）。
  - 西奥多·罗斯福在威廉·麦金莱總統遇刺後接任總統職務（1901年）。
  - 卡尔文·柯立芝在沃伦·加梅利尔·哈定總統逝世後接任總統職務（1923年）。
  - 哈里·S·杜鲁门在富兰克林·德拉诺·罗斯福總統逝世後接任總統職務（1945年）。
  - 林登·詹森在约翰·肯尼迪總統遇刺後接任總統職務（1963年）。
  - 杰拉尔德·福特在理查德·尼克松總統辭職後接任總統職務（1974年）。
- 有四位副總統在現任總統任滿後參選並順利接任總統職務，他們是：
  - 约翰·亚当斯，是乔治·华盛顿總統任內的副總統，1789－1797年任副總統，1796年成功當選並順利接任總統。
  - 湯馬斯·傑弗遜，是約翰·亞當斯總統任內的副總統，1797－1801年任副總統，1800年擊敗亞當斯接任總統。
  - 马丁·范布伦，是安德魯·傑克森總統任內的副總統，1833－1837年任副總統，1836年成功當選並順利接任總統。
  - 乔治·赫伯特·沃克·布什，是罗纳德·里根總統任內的副總統，1981－1989年任副總統，1988年成功當選並順利接任總統。
- 有兩位副總統在完成副總統任期後，相隔一段時間後再成功擔任總統，他們是：
  - 理查·尼克森，是艾森豪任內的副總統，1953－1961年任副總統，副總統任期結束後1960年競選總統失敗，後於1968年又東山再起，成功當選總統，1972年成功連任，但1974年因水門事件而辭職。
  - 喬·拜登，是歐巴馬任內的副總統，2009－2017年任副總統，副總統任期結束後，2020年參選並成功當選總統。

## 延伸阅读
- Joel Kramer Goldstein. . Princeton University Press. 2014-07-14  [2019-07-27]. ISBN 9781400855223. （原始内容存档于2021-04-17）.
- Steve Tally. . Harcourt Brace Jovanovich. 1992  [2019-07-27]. ISBN 9780156131407. （原始内容存档于2021-04-17）.